# モリイ湖
モリイ湖（もりいこ、Lacul Morii）は、ルーマニアの首都ブカレスト市内を西北西から東南東に横切るドゥンボビツァ川（デゥンボヴィツァ川）の途中にある人造湖で、ブカレストの中心からおよそ6km西北西にある。湖としては市内最大で、面積は246haある。ドゥンボビツァ川に一定の流れを提供している。

## 概要
主に洪水から街を保護するために1986年に造られた。レクリエーションエリアにもなっている。川と湖の境にはダムが設置してあり、洪水が予測されるとき、洪水を緩和するために、湖の量を増加させることができる。湖の南には半島があり、北部にはモリイ湖島という、ブカレストの唯一の島がある。
2011年には、ボランティアが、475本の木を植えた。島では、何度か大きな音楽コンサートを開催したことがある。湖はレクリエーションエリアとして使用され、航空ショー、ボート、水上スポーツコンテストのようなショーがある。ライブ音楽祭やその他のコンサートが開催されることもある。
ウィンドサーフィン、水上スキー、水上バイクその他のウォータースポーツも盛んで、モリイ湖を旅行先にするプロジェクトもあり、周辺エリアは、モダンな住宅、商業·ビジネスエリアになっている。

## ギャラリー

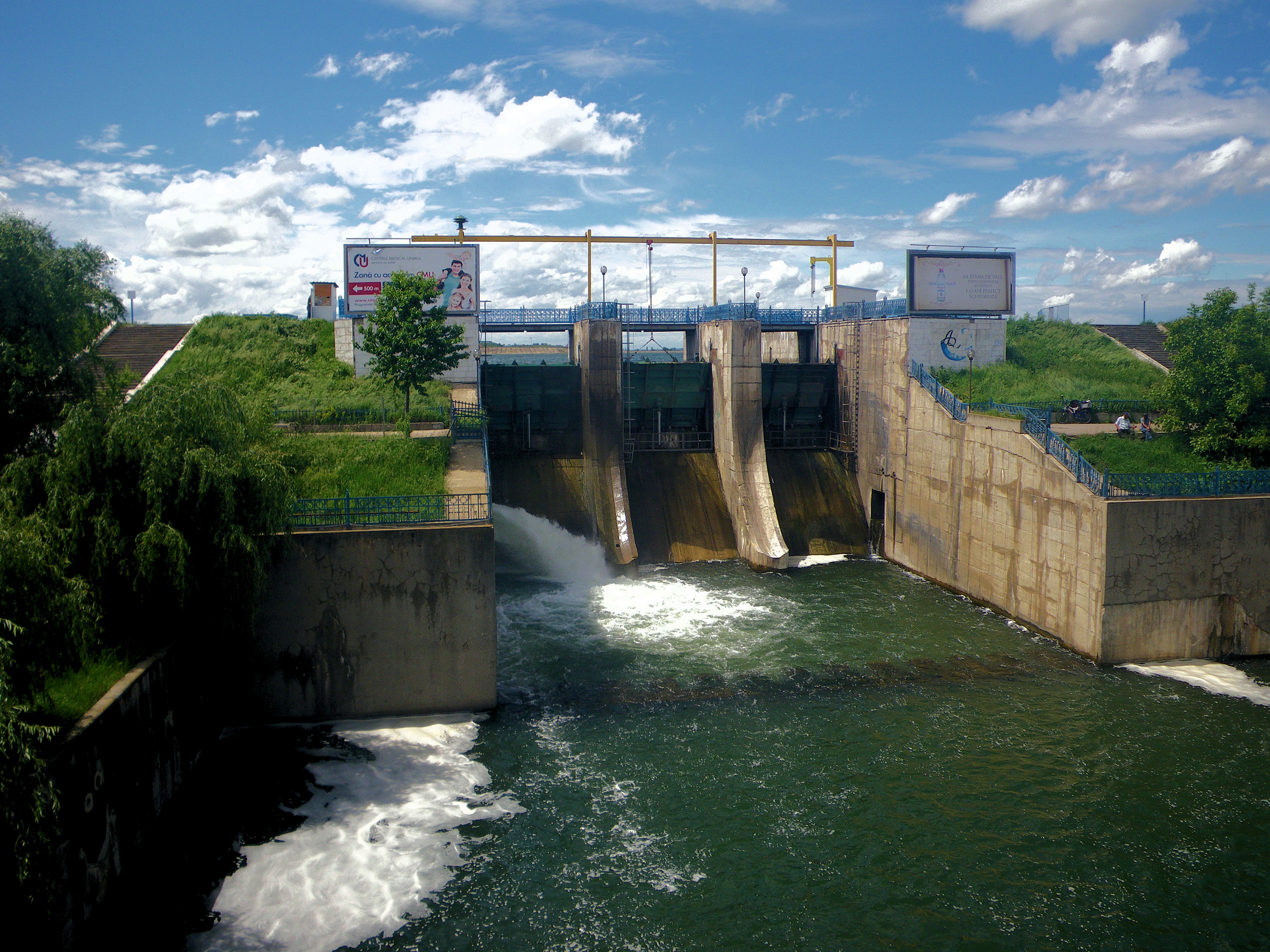
ダム
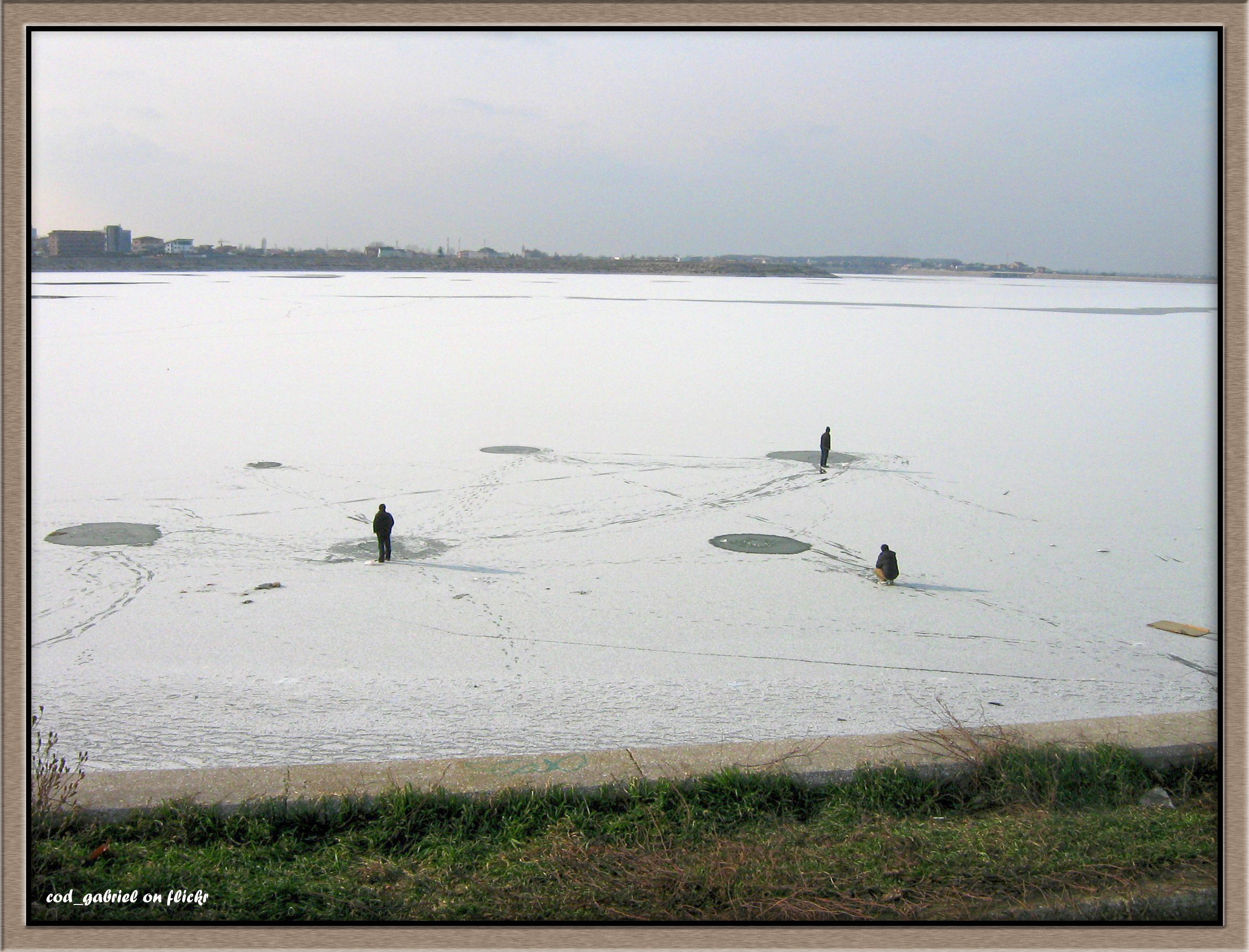
2009年、冬のモリイ湖
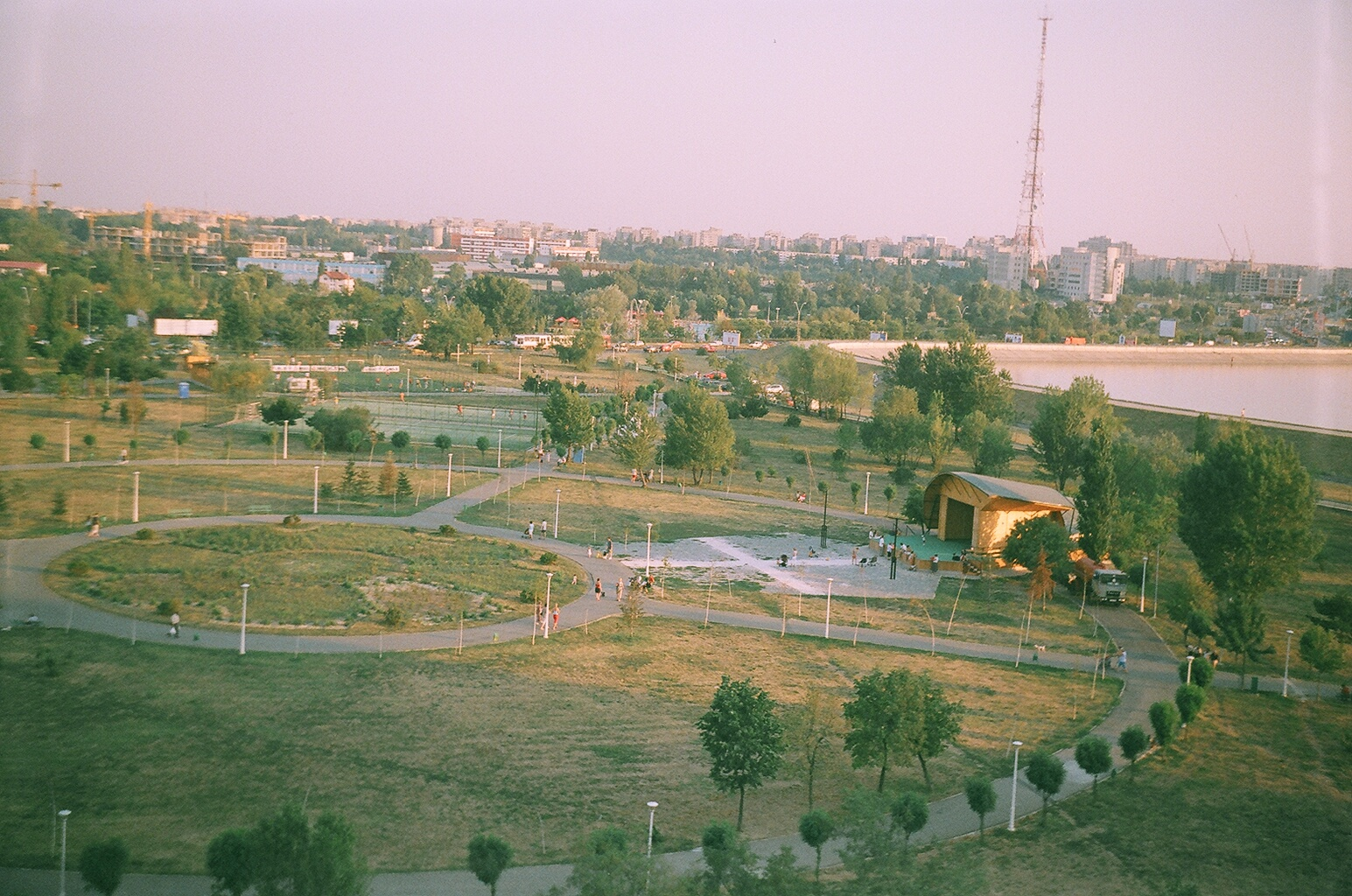
2007年の湖畔公園とモリイ湖
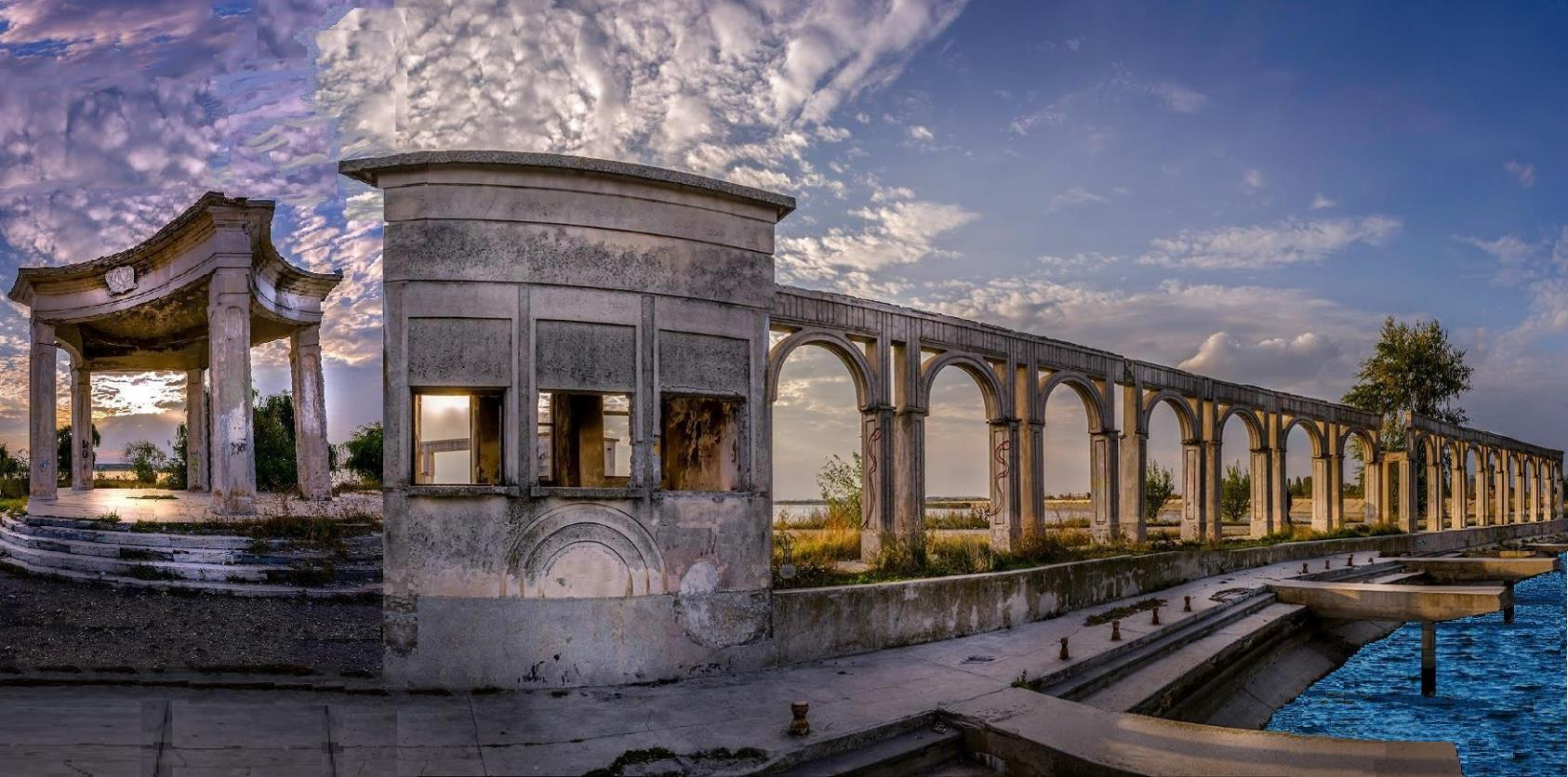
モリイ湖島

## 引用・脚注
1. 1 2  英語版
2. ↑  Show aeronautic pe Lacul Morii
3. ↑  Windsurf pe lacul Morii